# Federação das Associações de Futebol de Uganda
A Federação das Associações de Futebol de Uganda (em inglês:  Federation of Uganda Football Associations, FUFA) é o órgão dirigente do futebol de Uganda, responsável pela organização dos campeonatos disputados no país, bem como as partidas da Seleção Ugandense.
Foi fundada em 1924 e é afiliada à FIFA desde 1960 e à CAF desde o ano de 1961. Ela também é filiada à CECAFA. O presidente atual da entidade é Moses Hassim Magogo.

## História
A Associação de Futebol de Kampala (Kampala Football Association, KFA) foi criada em 1924 e, na década de 1950, passou a ser Associação de Futebol de Uganda (Uganda Football Association, UFA). Já em 1967, a UFA alterou seu nome para Federação das Associações de Futebol de Uganda (FUFA).